# جومبر جيكيا
جومبر جيكيا هو نحات من جورجيا.

## سيرته
ولد جيكا في 12 أكتوبر 1950. درس في مدرسة تبليسي للفنون، ثم واصل تعليمه في أكاديمية تبليسي الحكومية للفنون، حيث كان يعمل محاضرًا في وقت لاحق.
تشمل أعمال جيكيا العامة في تبليسي في عمل تمثال أوليفر ومارجوري واردوب، والذي تم الكشف عنه في 18 أكتوبر 2015، خلال مهرجان تبيليسوبا، في ميدان أوليفر واردوب في تبليسي، وواحد من أعمال فاتسلاف هافيل، حيث تم كشف النقاب عنه في 22 يونيو 2017 رئيس جورجيا جيورجي مارغفيلاشفيلي ووزير الدفاع التشيكي مارتن ستروبنيكي.
كما قام بنحت اثنان من خيول الريح في مدينة روستاوي. خارج جورجيا تم عرض أعماله في مصر تحت اسم (2008 History Steps)، وفي مدينة كبادوكيا في تركيا تحت اسم (History Steps 2009). كما نحت تمثالًا نحاسيًا طوله 22 مترًا ويزن 60 طنًا مصنوعًا من النحاس والصلب المصنوع لمؤسس الجمهورية التركية الحديثة مصطفى كمال أتاتورك في قاعة التجمع في مدينة أرتوين في تركيا. كما قام بعمل مجموعة أطلق عليها اسم (Dying Centaur) في مركز النحت البولندي.

## الجوائز
- 1985: جائزة فنانو أرتي الأولى.
- 1986: الميدالية الذهبية، وارسو.
- 1994: الميدالية الذهبية، باريس.